# Udo Kühne
Udo Kühne (* 7. Juli 1955 in Herne) ist ein deutscher Mittellateinischer Philologe.

## Leben
Kühne studierte an der Freien Universität Berlin, wo er 1985 zum Dr. phil. promoviert wurde. Anschließend hielt er sich mit einem PostDoc-Stipendium der Deutschen Forschungsgemeinschaft an der Herzog August Bibliothek in Wolfenbüttel auf und katalogisierte dort Handschriften. 1989 ging er als Assistent von Paul Gerhard Schmidt an die Universität Freiburg im Breisgau, wo er sich 1993 für Mittellateinische Philologie habilitierte. Von 1993 bis 2003 lehrte und forschte er an der Universität Freiburg (Schweiz) und erhielt dort im Sommersemester 2000 den Professorentitel. Zum 1. Oktober 2003 nahm er einen Ruf an die Universität Kiel auf den Lehrstuhl für Mittel- und Neulateinische Philologie an. Zum Ende des Sommersemesters 2021 trat er in den Ruhestand. Er war langjähriger Mitherausgeber der Fachzeitschrift Mittellateinisches Jahrbuch.
Zu Kühnes Forschungsschwerpunkten gehören die lateinische Lyrik und die Literaturtheorie des Hohen Mittelalters, die er durch textnahe Arbeitsweisen erschließt; außerdem die Schullektüre des Mittelalters und Handschriftenkunde.
Kühne ist verheiratet und hat eine Tochter.

## Schriften (Auswahl)
- Handschriften in Hannover. Stadtbibliothek, Stadtarchiv, Niedersächsisches Hauptstaatsarchiv, Landeskirchliches Archiv (= Mittelalterliche Handschriften in Niedersachsen. Kurzkatalog. Band 1). Harrassowitz, Wiesbaden 1991, ISBN 3-447-03207-3.
- mit Bernhard Tönnies, Anette Haucap: Handschriften in Osnabrück. Bischöfliches Archiv, Gymnasium Carolinum, Bischöfliches Generalvikariat, Kulturgeschichtliches Museum, Niedersächsisches Staatsarchiv, Diözesanmuseum, Pfarrarchiv St. Johann (= Mittelalterliche Handschriften in Niedersachsen. Kurzkatalog. Band 2). Harrassowitz, Wiesbaden 1993, ISBN 3-447-03456-4.
- Bücher und Schreibtätigkeit im Spiegel früh- und hochmittelalterlicher Bischofsviten. In: Philobiblon 38 (1994), S. 207–216.
- Die Bibliothek der ehemaligen Benediktinerabtei Schuttern. In: Freiburger Diözesan-Archiv 115 (1995), S. 5–33.
- Engelhus-Studien. Zur Göttinger Schulliteratur in der ersten Hälfte des 15. Jahrhunderts (= Scrinium Friburgense. Band 12). Universitätsverlag u. a., Freiburg (Schweiz) 1996, ISBN 3-7278-1211-7.
- Zum Hamerslebener Schulbücher-Verzeichnis. In: Deutsches Archiv für Erforschung des Mittelalters 53 (1997), S. 563–566.
- Nodus in scirpo – Enodatio quaestionis. Eine Denkfigur bei Johannes von Salisbury und Alanus von Lille. In: Antike und Abendland. Beiträge zum Verständnis der Griechen und Römer und ihres Nachlebens 44 (1998), S. 163–176.
- Die Konstruktion prophetischen Sprechens. Hildegards Sicht der eigenen Rolle als Autorin. In: Freiburger Zeitschrift für Philosophie und Theologie 46 (1999), S. 67–78.
- Deutsch und Latein als Sprachen der Lyrik in den Carmina Burana. In: Beiträge zur Geschichte der deutschen Sprache und Literatur 122 (2000), S. 57–73.
- Latinum super cantica canticorum. Die lateinische Übertragung von Frauenlobs Marienleich. In: Jens Haustein, Ralf-Henning Steinmetz (Hrsg.): Studien zu Frauenlob und Heinrich von Mügeln. Festschrift für Karl Stackmann zum 80. Geburtstag (= Scrinium Friburgense. Band 15). Freiburg (Schweiz) 2002, S. 1–14.
- Die Lehre vom Predigtaufbau in frühen Artes praedicandi. In: Mittellateinisches Jahrbuch 40 (2005), S. 171–190.
- Geistliches Spiel als Bibeldichtung. Literarisierungsverfahren im religiösen Drama des lateinischen Mittelalters. In: Volker Kapp, Dorothea Scholl (Hrsg.): Bibeldichtung (= Schriften zur Literaturwissenschaft. Band 26). Berlin 2006, S. 79–96.
- ‚Liebe‘ als poetologisches Konzept der mittellateinischen Liebeslyrik. In: Susanne Köbele (Hrsg.): Transformationen der Lyrik im 13. Jahrhundert (= Wolfram-Studien. Band 21). Berlin 2013, S. 19–38.
- Wolframs ‚drei Sonnen‘. In: Beiträge zur Geschichte der deutschen Sprache und Literatur 137 (2015), S. 660–665.
- Kunstbedingungen des latinischen Sangspruchs um 1300. In: Gert Hübner (Hrsg.): Sangspruchdichtung um 1300 (= Spolia Berolinensia. Band 33). Hildesheim 2015, S. 233–248.